# Bonhomme (film)
Pour les articles homonymes, voir Bonhomme.
Pour plus de détails, voir Fiche technique et Distribution.
Bonhomme est une comédie dramatique française réalisée par Marion Vernoux, sortie en 2018.

## Synopsis
Piotr est victime d'un choc frontal lors d'un accident de la circulation. S'ensuit une perte générale de son  intellect. Après un coma suivi d'un traitement en milieu médicalisé, il va devoir se reconstruire au quotidien, entre les tentatives de remémorisation du passé et les nouveaux acquis qui constituent le processus d'une renaissance quasi complète. Le chemin pour y parvenir est semé d'embûches et de succès, d'espoirs et de désillusions, de joies mais aussi de peines assumées par son amie Marilyn, qui lui voue un amour intact et qui ne connaît ni résignation ni abandon.

## Fiche technique
- Titre français : Bonhomme
- Réalisation : Marion Vernoux
- Scénario : Marion Vernoux, Grégoire Vigneron, Fanny Chesnel et Romain Compingt
- Directeur de la photographie : David Chambille
- Montage : Riwanon Le Beller
- Musique : Nicolas Baby, Dan Levy, Olivia Merilahti, Philippe Neil
- Costumes : Jürgen Doering et Laure Villemer
- Décors : Toma Baquéni
- Producteur : François Kraus et Denis Pineau-Valencienne
- Société de production : Les Films du kiosque
  - Coproduction : France 3 Cinéma, Pictanovo et UMedia
  - SOFICA : Cofimage 29, Manon 8
- Distribution : Orange Studio, UGC Distribution
- Pays d’origine :  France
- Genre : comédie dramatique
- Durée : 103 minutes
- Dates de sortie :
  -  France : 29 août 2018

## Distribution
- Nicolas Duvauchelle : Piotr
- Ana Girardot : Marilyn
- Béatrice Dalle : Annick, mère de Marilyn
- Marguerite Virgili : Irina, mère de Piotr
- François Rollin : Dr Bensoussan
- Vanessa Guide : Mélissa
- Jisca Kalvanda : Caro
- Sébastien Houbani : Kévin
- Djanis Bouzyani : Thomas
- Alex Skarbek : Bogdan
- Julien Honoré : Virgile
- Baya Kasmi : Sybille
- Émilie Caen : Muriel Guibal
- Christophe Loizillon : le juge des tutelles
- Marion Vernoux : une cliente
- Tony Le Bacq : La petite frappe au scooter